# Mauro Gambetti
Mauro Maria Gambetti, O.F.M.Conv. (Castel San Pietro Terme, 27 de outubro de 1965) é um cardeal da Igreja Católica italiano, Vigário-Geral para a Cidade do Vaticano, Presidente da Fábrica de São Pedro e Arcipreste da Basílica de São Pedro no Vaticano.

## Biografia
Mauro Gambetti nasceu em 27 de outubro de 1965 em Castel San Pietro Terme, província e Arquidiocese de Bolonha, na Emilia-Romagna. Viveu sua infância e juventude em Ímola com seus pais Ermenegildo Gambetti e Maria Teresa Ceroni. Já estavam presentes em sua família dois padres, ambos irmãos de seu avô paterno Antonio: o Padre Ermenegildo (1871-1927), missionário na América do Sul, e Dom Carlo (1883-1945), primeiro pároco e depois cônego da catedral de Ímola. Mauro recebeu o sacramento da primeira comunhão na paróquia de San Giovanni Nuovo de Imola, onde também foi preparado para a confirmação, que recebeu do então bispo Luigi Dardani na Catedral de San Cassiano em 3 de outubro de 1976.

### Formação e ministério sacerdotal
De seu pai, fundador de uma empresa de engenharia, ele herdou o gosto pela mecânica. Ele estudou no colégio científico em Imola, onde foi colega (seção B) de Stefano Domenicali, futuro chefe do departamento de corridas da Scuderia Ferrari.. Após o colegial, ele estudou engenharia mecânica com endereço de engenharia de fábrica na Universidade de Bolonha e após a graduação cumpriu o serviço militar obrigatório na Infantaria perto de Bérgamo 
Entrou no postulado da Ordem dos Frades Menores Conventuais em setembro de 1992. Viveu o ano de noviciado em Osimo e aqui professou a vida e a regra franciscana com os votos temporários em 29 de agosto de 1995. Emitiu os votos perpétuos em 20 de setembro de 1998 na Catedral de Ímola. Depois de seu bacharelado em teologia no Instituto Teológico de Assis, ele estudou antropologia teológica e obteve a licenciatura na Faculdade de Teologia da Itália Central em Florença.
Recebeu a ordenação sacerdotal em 8 de janeiro de 2000, aos 34 anos, no Santuário do Santíssimo Crocifisso de Longiano. Aqui, no mesmo convento, trabalhou como animador da pastoral vocacional para a Emilia-Romagna e, de 2005 a 2009, também como guardião (responsável) da comunidade franciscana. Na primavera de 2009, o capítulo da província bolonhesa de Sant'Antonio di Padova o elegeu Ministro provincial (superior maior de acordo com o cân. 620 do Código de Direito Canônico) para os frades menores conventuais de Emilia-Romagna, enquanto em 2010 era também nomeado assistente regional da Ordem Franciscana Secular para a Emilia Romagna .

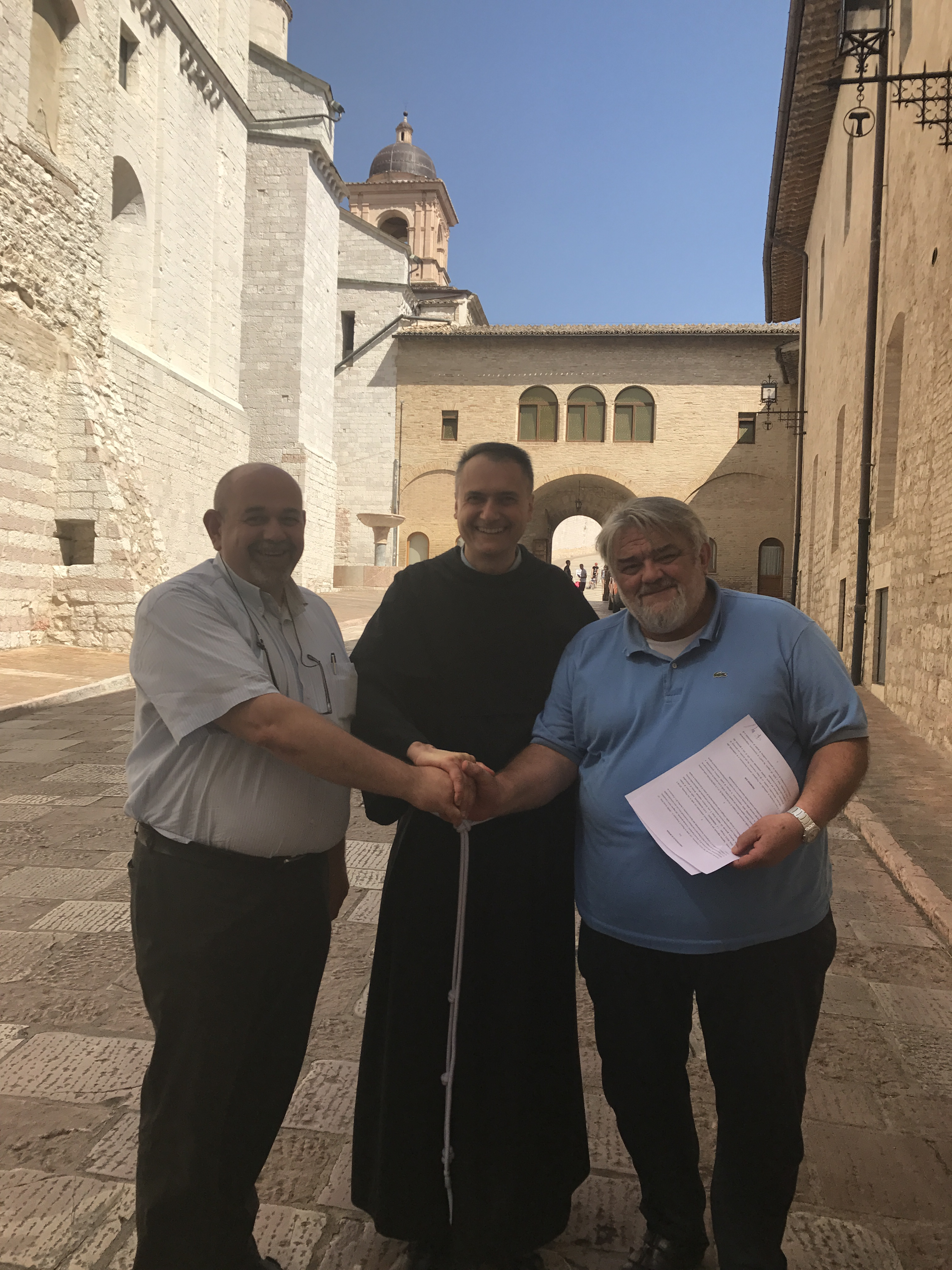
O nascimento do Projeto Fra' Sole: Padre Gambetti com Giuseppe Lanzi e Walter Ganapini

Em 22 de fevereiro de 2013, o Ministro geral Marco Tasca, de comum acordo com seu Definitório, nomeou-o Custódio geral (cargo equivalente ao de Ministro provincial, mas com poder vicário ordinário de acordo com as Constituições da Ordem) da Custódia geral da Sagrado Convento de São Francisco de Assis para o quadriênio 2013-2017, confirmando-o novamente para o quadriênio 2017-2021 . Por causa do cargo de Custódio, Domenico Sorrentino, arcebispo-bispo de Assis-Nocera Umbra-Gualdo Tadino, nomeou-o vigário episcopal para o cuidado pastoral da Basílica de São Francisco de Assis e dos outros lugares de culto administrados pelos frades menores conventuais no mesmo diocese. Em setembro de 2017 foi eleito presidente da Federação Inter-Mediterrânica dos Ministros Provinciais da sua Ordem.
Com Walter Ganapini, então diretor geral da Agência Regional de Proteção Ambiental (ARPA) da Úmbria, e Giuseppe Lanzi, CEO da Sisifo Società Benefit, em agosto de 2017 promoveu o projeto de sustentabilidade do complexo monumental do Sagrado Convento de San Francesco em Assis, o Projeto «Fra' Sole», que envolveu importantes entidades da economia circular e das finanças éticas.
Em setembro 2017 foi eleito presidente da Federação Intermediterrânica dos ministros provinciais da sua Ordem.

### Ministério episcopal e cardeal
Em 25 de outubro de 2020, durante o Angelus, o Papa Francisco anunciou sua criação como cardeal no consistório programado para 28 de novembro de 2020. Após este anúncio, renunciou ao cargo de Custódio geral, aceito pelo Ministro geral com o consentimento de seu Definitório em 31 de outubro de 2020, "por incompatibilidade de cargos (cf CIC, cân. 152)". É o primeiro franciscano conventual a receber a púrpura depois de Antonio Maria Panebianco, nomeado cardeal em 27 de setembro de 1861.
Em 30 de outubro, foi-lhe atribuído a sé titular de Tisíduo com a dignidade de arcebispo ad personam, de acordo com o motu proprio Cum Gravissima, que estabelece que todos os cardeais devem, por regra, ser ordenados bispos. Recebeu a consagração episcopal no dia 22 de novembro seguinte, na Basílica de São Francisco de Assis, pela imposição das mãos do Agostino Vallini, legado papal para as Basílicas de São Francisco de Assis e Santa Maria degli Angeli, assistido pelos co-consagradores Domenico Sorrentino, arcebispo-bispo de Assis-Nocera Umbra-Gualdo Tadino e Giovanni Mosciatti, bispo de Ímola.
No consistório de 28 de novembro de 2020, o Papa Francisco impôs-lhe o anel e o barrete cardinalício, atribuindo-lhe a diaconia do Santíssimo Nome de Maria no Fórum de Trajano, cuja igreja está particularmente próxima da basílica de Santi XII Apostoli, durante séculos a sede da Cúria Geral de Ordem de filiação do cardeal.
No dia 16 de dezembro seguinte, foi nomeado pelo próprio papa membro da Congregação para os Institutos de Vida Consagrada e Sociedades de Vida Apostólica .
Em 20 de fevereiro de 2021, o Papa Francisco o nomeou Vigário-geral de Sua Santidade para o Estado da Cidade do Vaticano para as vilas papais de Castel Gandolfo e Presidente da Fábrica de São Pedro e Arcipreste da Basílica de São Pedro no Vaticano; ele sucedeu a Angelo Comastri, que renunciou devido ao limite de idade.
No dia 29 de maio de 2021 tomou posse da diaconia do Santíssimo Nome de Maria no Fórum de Trajano.
Em 4 de novembro de 2021, foi nomeado membro da Pontifícia Comissão para o Estado da Cidade do Vaticano. e em 2 de dezembro de 2021, membro do Dicastério para a Comunicação.
Como presidente da Fábrica de São Pedro lançou o projeto de sustentabilidade da Basílica de São Pedro no Vaticano, confiando a Walter Ganapini a coordenação do comitê científico.

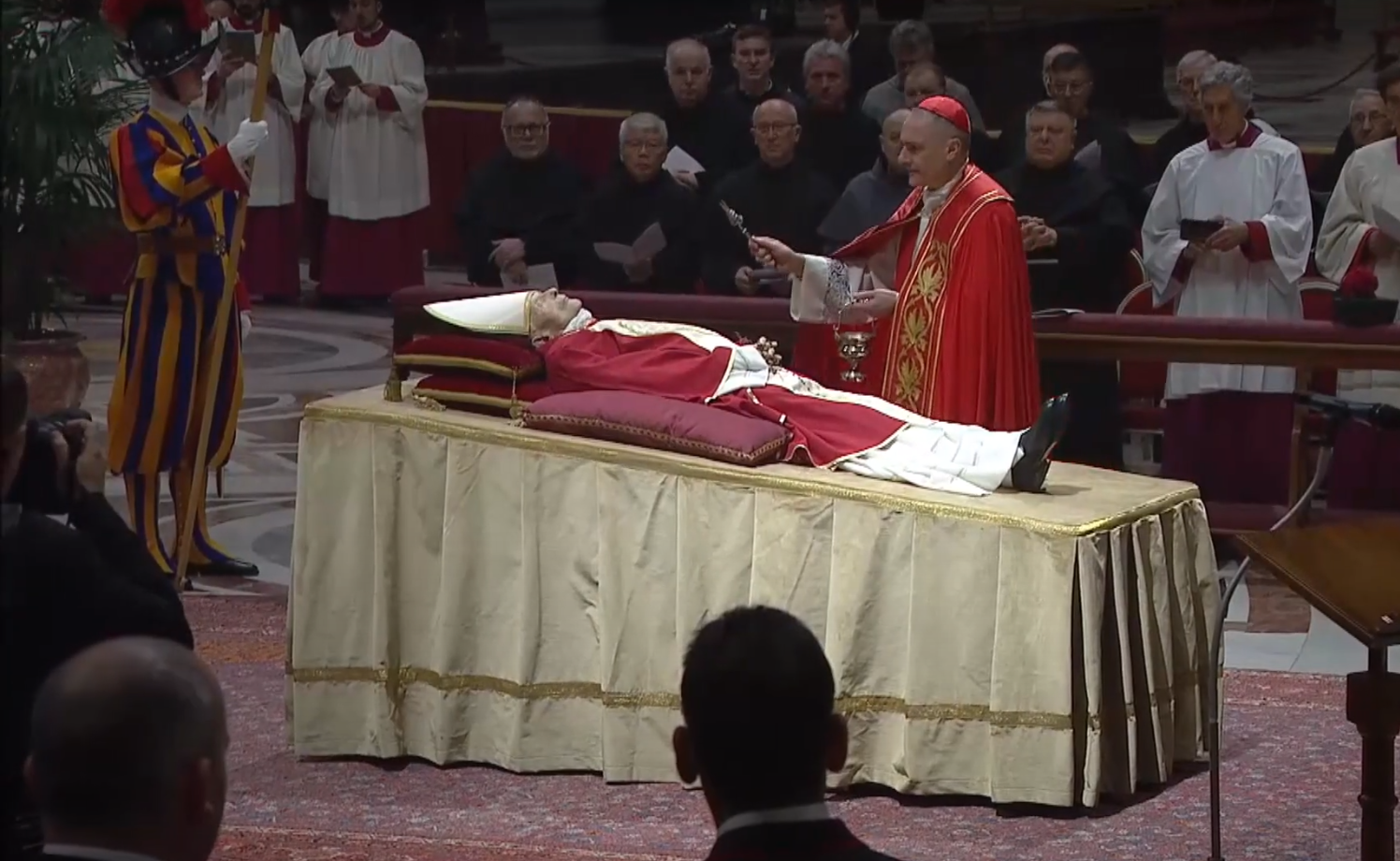
Cardeal Mauro Gambetti abençoa corpo de Bento XVI, exposto na Basílica de São Pedro

Em 2 de junho de 2023, o Papa Francisco nomeou-o juiz do Tribunal de Cassação do Estado da Cidade do Vaticano, com efeitos a partir de 1 de janeiro de 2024.
No dia 2 de janeiro de 2023, dois dias após a morte do Papa Bento XVI, acolheu o corpo do Papa emérito, proveniente do Mosteiro Mater Ecclesiae, na Basílica de São Pedro, onde foi exposto para homenagem dos fiéis, antes do funeral celebrada pelo Papa Francisco no dia 5 de janeiro seguinte.

## Bispos ordenados
Foi celebrante principal de:
- Fortunato Frezza (2022)

Foi concelebrante da ordenação episcopal de:
- Dominique Joseph Mathieu, O.F.M.Conv. (2021)

## Heráldica
| Brasão | Descrição |
|        | Escudo renascentista "Cabeça de cavalo". Cruz processional com dois braços transversais, também típica da heráldica arquiepiscopal, em ouro, colocada sobre um mastro ou verticalmente atrás do escudo. Na cabeça azul está a cruz dourada carregada com o braço de Cristo colocado em uma faixa cruzada com o braço de São Francisco colocado em uma barra, movendo-se de uma nuvem do campo.. Na parte inferior está o trimonio que aparece no simbolismo franciscano e no Sagrado Convento de Assis, substitui a cruz sendo, porém, um símbolo do sacrifício de Cristo no Gólgota. Portanto, a montanha heráldica mantém sua evocação do Calvário. A figura do pelicano que se fere para alimentar os seus filhos evoca a Eucaristia, Sacramentum Caritatis. Ela se eleva ao símbolo do amor infinito de Cristo pelos homens, aos quais dá o próprio sangue na Eucaristia. Desta forma, é representado como no mistério eucarístico é o próprio Cristo quem continuamente nutre e edifica a Igreja. As gotas de sangue com que o pelicano alimenta os seus filhotes estendem-se também aos flancos do animal para reforçar o conceito de caridade que se espalha e, além disso, esta modalidade gráfico-heráldica particular diferencia e caracteriza claramente o signo. tornando-o especial e único à sua maneira. Ornamentos exteriores do arcebispo. Motto Omnibus subiecti in charitate. Ela retoma as expressões de Pedro (1Pd 2,13) e de Paulo (Ef 5,21), que entraram na espiritualidade franciscana com o olhar do Santo voltado para o Cristo pobre e crucificado, cujas pegadas ele refaz no esvaziamento e no serviço. a toda criatura como frade menor: "não briguem nem contenda, mas submetam-se a toda criatura humana por amor de Deus" (Francisco de Assis, Regola non bollata, XVI, 6). Ornamentos exteriores do arcebispo. Lema Omnibus subiecti in charitate. |